# Lacul Neusiedler
Lacul Neusiedler (în maghiară Fertő tó, „tăul mlăștinos”) este un lac natural de câmpie situat la granița dintre Austria și Ungaria.
Este unul din puținele lacuri de stepă din Europa. Lacul s-a format în urmă cu 20 de milioane de ani prin scufundarea Câmpiei Panonice, care a fost acoperită de mare. Este un lac cu adâncimea maximă de 1,8 m și este declarat patrimoniu  mondial UNESCO, datorită faunei și florei specifice.